# Dodge Challenger
Dodge Challenger — спортивне купе компанії Dodge класу так званих Pony car, який з перервами в разноманітних модифікаціях виготовляється з 1970 року. Був призначений конкурувати з такими автомобілями, як Chevrolet Camaro, Ford Mustang, Mercury Cougar та Pontiac Firebird. І в цій якості, як і моделі конкурентів, також став «культовим авто».
У листопаді 2021 року Stellantis оголосила, що 2023 модельний рік стане останнім модельним роком як для LD Dodge Charger, так і для LA Dodge Challenger, оскільки компанія зосередить свої плани на електромобілях, а не на транспортних засобах, що працюють на викопному паливі, через жорсткіші викиди стандартів, які вимагає Агентство з охорони навколишнього середовища для моделі 2023 року. Виробництво Challenger завершилося 22 грудня 2023 року, а складальний завод в Брамптоні, Онтаріо буде переобладнаний для складання електрифікованого наступника. 

## Dodge Silver Challenger (1958—1959)

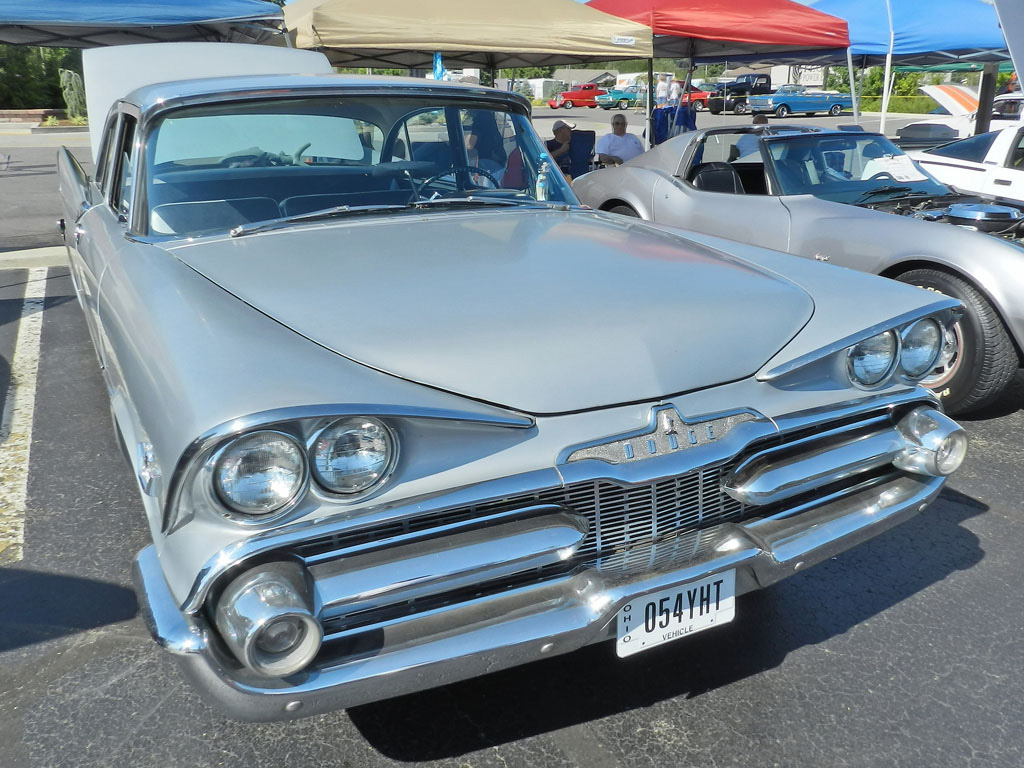
Dodge Silver Challenger

Провісником легендарного мускул-кара Dodge Challenger, що вийшов у світ у 1970 році, стала повнорозмірна модель під назвою Silver Challenger, яка була випущена в обмеженій кількості в 1958-1959 роках. Автомобіль пропонувався виключно в «срібному» забарвленні кузова, а оснащувався кількома варіантами силових установок. «Сільвер Челленджер» був дводверним седаном повнорозмірного класу з чотиримісною конфігурацією внутрішнього оздоблення, габаритна довжина якого становила 5520 мм, а його колісна база укладалася 3100 мм. У спорядженому стані маса автомобіля мінімально налічувала 1700 кг.
На Dodge Silver Challenger встановлювалося два бензинових двигуна з карбюраторною системою живлення на вибір. Перший варіант — рядний шестициліндровий агрегат об'ємом 3.8 літра, продуктивність якого досягала 135 кінських сил. Другий — 5.3-літрова V-подібна «вісімка», максимально розвиває 255 к.с. Стандартно силові установки поєднувалися з 3-ступінчастою механічною коробкою передач і задньопривідною трансмісією, але за додаткову плату пропонувалася і автоматична коробка передач. В основі повнорозмірного американського седана перебувала платформа від Dodge Coronet четвертого покоління з незалежною торсіонною підвіскою спереду і залежною рессорного типу та посиленими амортизаторами ззаду. Всі колеса автомобіля оснащувалися барабанними гальмами, а підсилювач рульового упраівління був відсутній. На даний момент часу Dodge Silver Challenger є ексклюзивом, так як був випущений невеликим тиражем. Зустріти автомобіль навіть на дорогах США практично неможливо, так як більшість примірників знаходиться в приватних колекціях.
Наприкінці 1950-х цей «американець» продавався за ціною від 2 530 доларів, зараз же його вартість перевищує початкову в десятки раз.

## Dodge Challenger I (1970—1974)

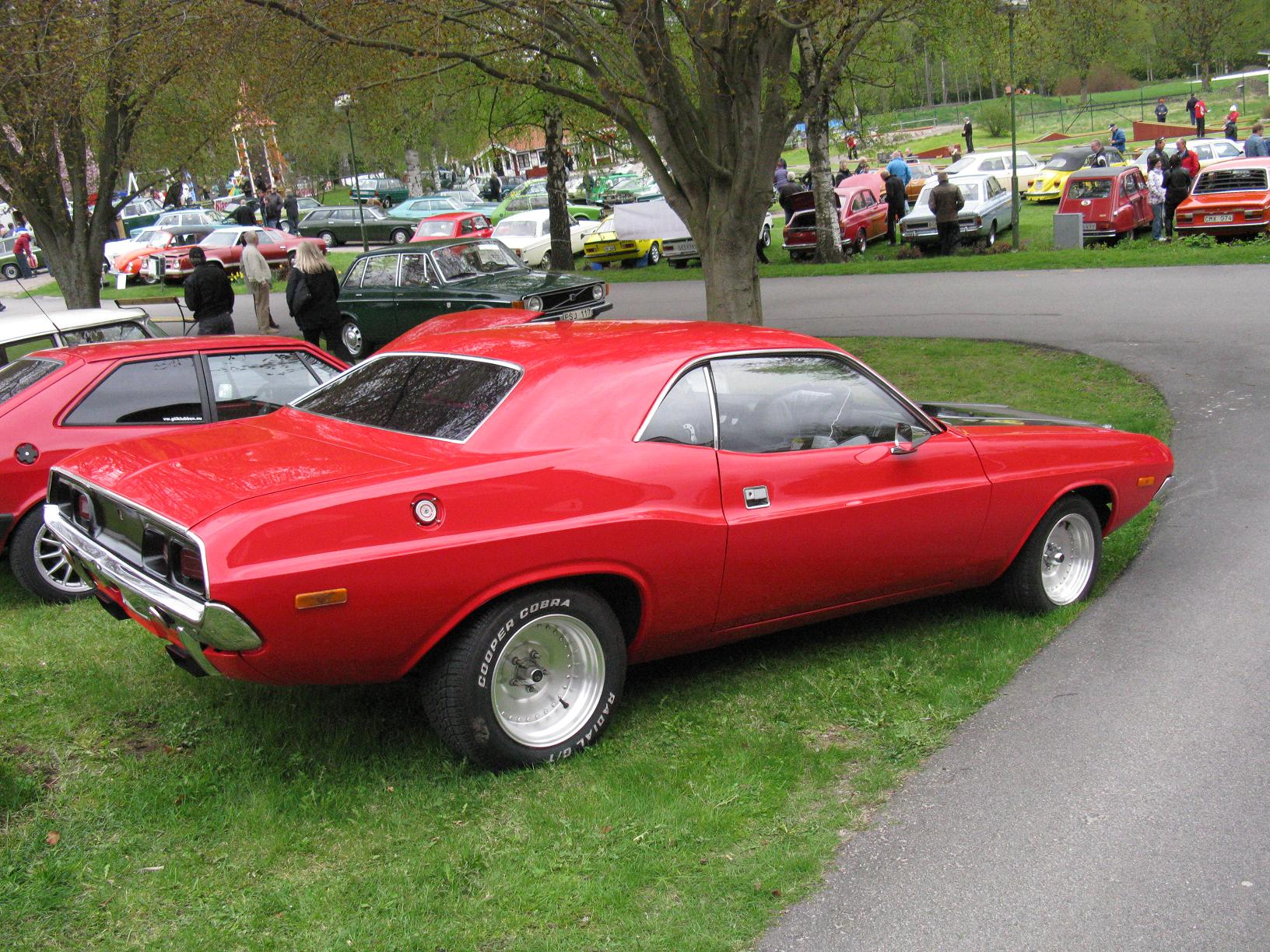
Dodge Challenger R/T

Дизайн екстер'єру першого покоління був розроблений Карлом Камероном (Carl Cameron), який також розробив у 1966 році Dodge Charger. Хоча Challenger був добре прийнятий публікою (у 1970 році було продано 76 935 машин), вона була піддана критиці з боку преси, крім того, продажі автомобілів поні-сегмента вже зменшилися. Після 1970 року продажі різко скоротилися, а в середині 1974 виробництво Challenger було припинено. Близько 165 500 примірників першого покоління Challenger було продано.
Моделі з кузовом купе були запропоновані в чотирьох варіантах: Challenger Six, Challenger V8, Challenger T / A (тільки в 1970 році) і Challenger R / T. Версії Challenger R / T з кузовом кабріолет були доступні тільки в 1970 і 1971 роках.
Версія Challenger Six оснащувалася двигуном Slant 6 225 (3.7 л) з шістьма циліндрами. 

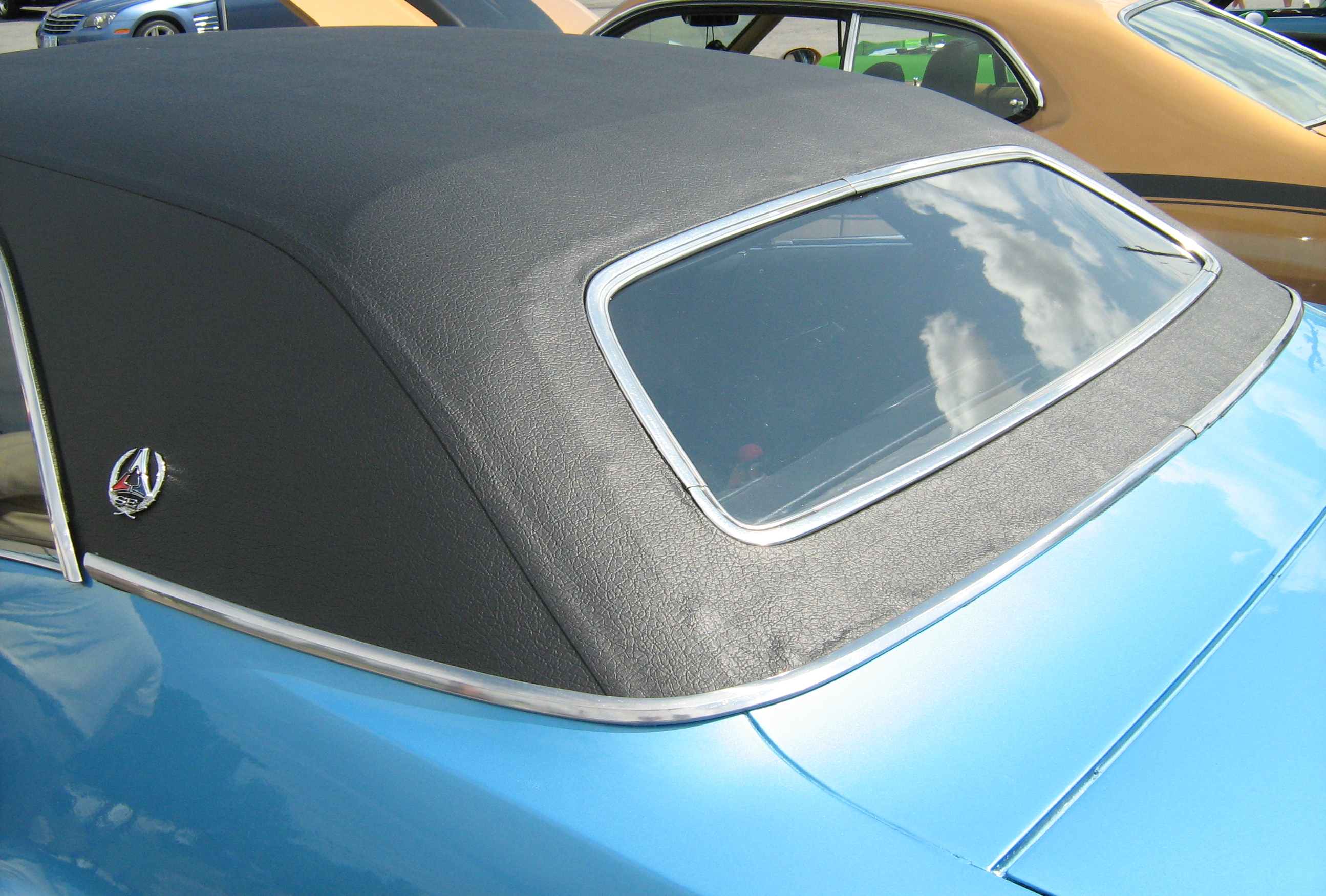
Dodge Challenger у версії SE

Версія Challenger V8 оснащувалася двигуном Chrysler LA 318 V8 (5.2 л) 230 к.с. з двокамерним карбюратором. Як опція ставилися Chrysler LA 340 V8 (5.6 L) і Chrysler B 383 V8 (6.3 л). Модель комплектувалася стандартної 3-ступінчастою механічною трансмісією, за винятком двигуна 383 V8, яка була доступна тільки з автоматичною коробкою передач.
Потужніша модель Challenger R / T (Road / Track), з двигуном Chrysler 383 Magnum V8, потужністю 335 к.с. (300 к.с. з 1971 року через зниження ступеня стиснення). Додатково R / T комплектувалися двигунами Chrysler RB 440 V8 Magnum (375 к.с.), Chrysler RB 440 V8 Six-Pack (390 к.с.) і Chrysler RB 426 V8 Hemi (425 к.с.). Challenger R / T був доступний в кузові типу купе або кабріолет. Купе могли бути замовлені з розкішнішим кузовом у виконанні SE, яке включає шкіряні сидіння, вініловий дах, менше заднє вікно. 

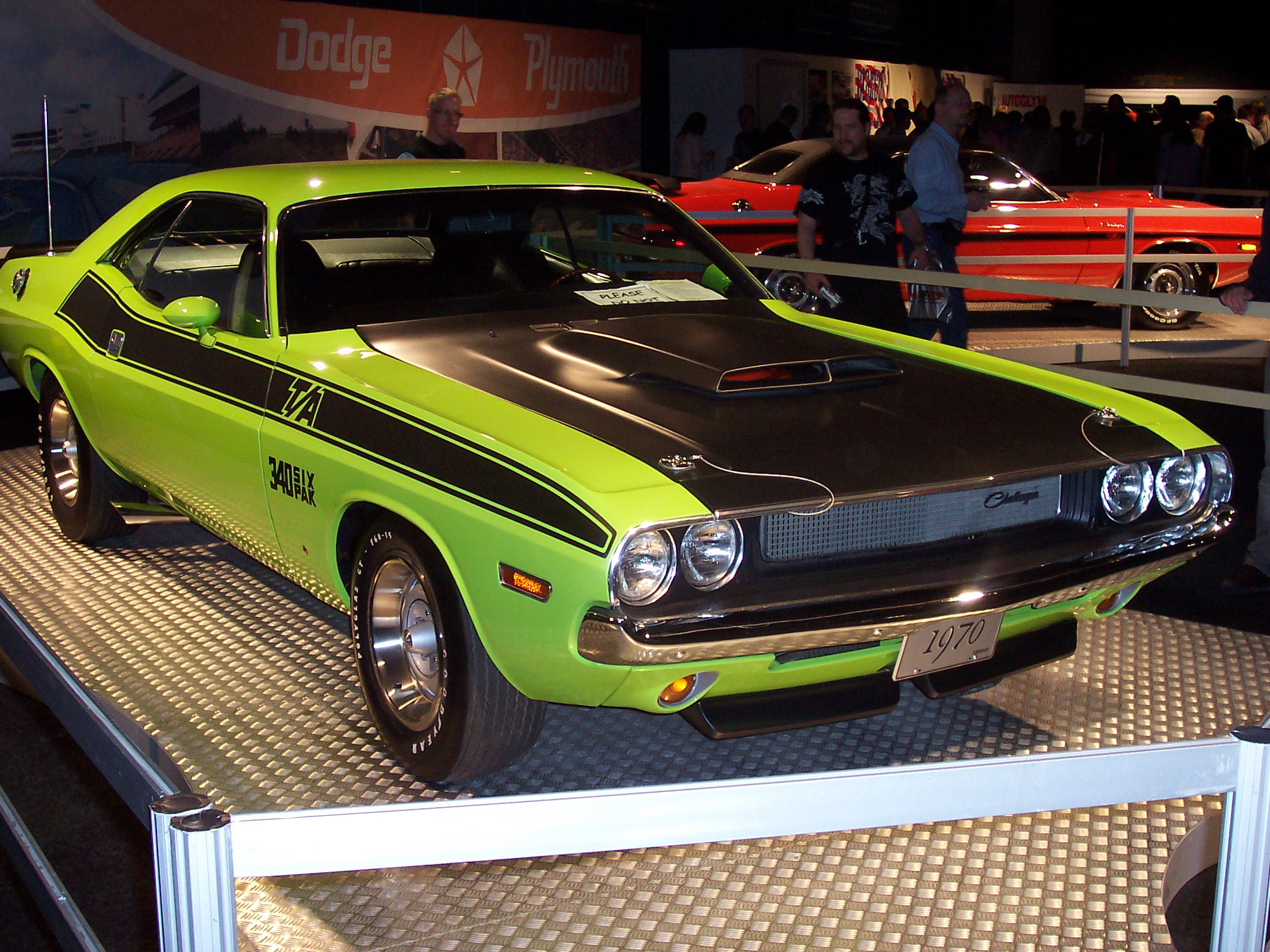
Dodge Challenger T/A

Для гонок Trans American Sedan Championship був побудований Dodge Challenger T / A (Trans Am). Дорожня версія оснащувалася двигуном 340 Six Pack з трьома двокамерними карбюраторами Edelbrock. Dodge заявив потужність 340 Six Pack в 290 к.с. (всього на 15 к.с. більше від стандартного 340 (як у Camaro Z/28 і Ford Boss 302 Mustang)), але фактично потужність досягла 320 к.с. Модель оснащувалася автоматичною або механічною чотириступінчастою коробкою передач, 3.55:1 або 3.90:1 головною парою, а також гідропідсилювачем керма. Передні дискові гальма є стандартними. T / A був одним із перших автомобілів серійного виробництва, де використали шини різного розміру: E60x15 спереду і ззаду G60x15. На жаль, гоночні Challenger T / A не були конкурентоспроможними у зв'язку з тим, що вони володіли великими важкими кузовами для розміщення двигунів такого розміру, як 426 Hemi та 440 Magnum, а дорожня версія страждала від сильної недостатньої поворотності у швидких поворотах. Тільки 2142 машини були зроблені з індексом «T / A». 

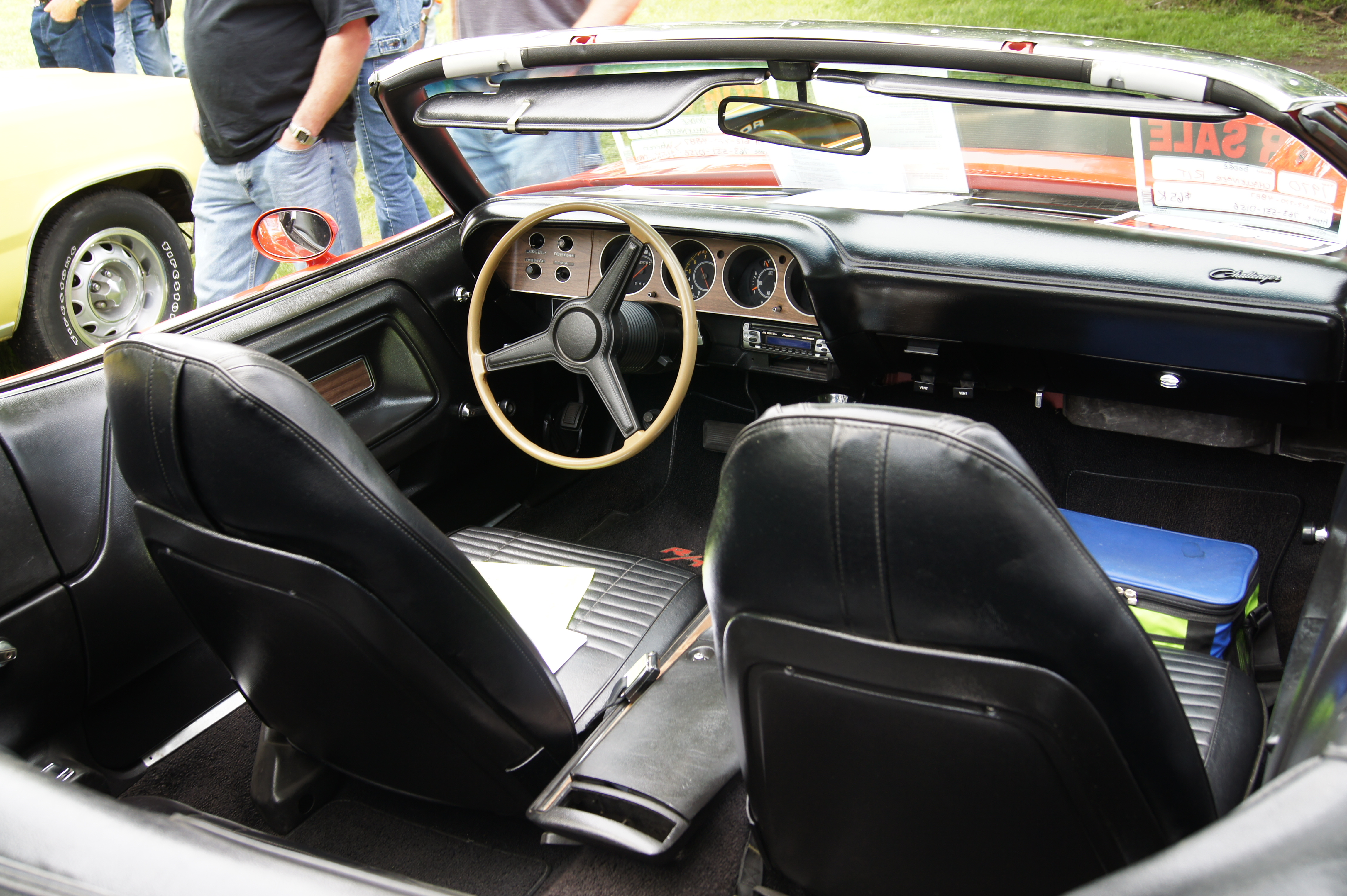

До 1972 версії з кузовом кабріолет більше не випускаються. Моделі 1972 отримали нову решітку радіатора «sad-mouth» і нові задні ліхтарі.
З 1973 року недоступні моделі з шестициліндровим двигуном. На бамперах з'явилися гумові відбійники (були зроблені для задоволення правил США, що стосуються безпеки в краш-тестах).
У 1974 році двигун Chrysler LA 340 V8 (5,6 л) був замінений на Chrysler LA 360 V8 (5,9 л). У середині 1974 виробництво Dodge Challenger було припинено.  

### Двигуни
| Двигуни                            | Двигуни  | Двигуни    | Двигуни   | Двигуни                | Двигуни               | Двигуни             | Двигуни            | Двигуни                          | Двигуни             | Двигуни                   | Двигуни      |
| Марка                              | Виробник | Тип        | Об'єм     | Максимальна потужність | Конфігурація          | Кількість циліндрів | Діаметр/хід поршня | Система живлення                 | Система охолодження | Газорозподільний механізм | Число тактів |
| ---------------------------------- | -------- | ---------- | --------- | ---------------------- | --------------------- | ------------------- | ------------------ | -------------------------------- | ------------------- | ------------------------- | ------------ |
| Chrysler LA 318 V8                 | Chrysler | Бензиновий | 5 173 см3 | 230 к.с.               | Дворядний, V-подібний | 8                   | 99/84 мм           | Двокамерний карбюратор           | Рідинна             | OHV                       | 4            |
| Chrysler Slant-6 225               | Chrysler | Бензиновий | 3 700 см3 | 145 к.с.               | Рядний                | 6                   | 86/105 мм          | Карбюратор                       | Рідинна             | OHV                       | 4            |
| Chrysler LA 340 V8                 | Chrysler | Бензиновий | 5 600 см3 | 275 к.с.               | Дворядний, V-подібний | 8                   | 103/84 мм          | Чотирьохкамерний карбюратор      | Рідинна             | OHV                       | 4            |
| Chrysler LA 340 V8 Six Pack        | Chrysler | Бензиновий | 5 600 см3 | 290 к.с.               | Дворядний, V-подібний | 8                   | 103/84 мм          | Три двокамерних карбюратора      | Рідинна             | OHV                       | 4            |
| Chrysler LA 360 V8                 | Chrysler | Бензиновий | 5 914 см3 | 270 к.с.               | Дворядний, V-подібний | 8                   | 104,8/85,7 мм      | Двокамерний карбюратор           | Рідинна             | OHV                       | 4            |
| Chrysler B 383 V8                  | Chrysler | Бензиновий | 6 281 см3 | 335 к.с.               | Дворядний, V-подібний | 8                   | 85,7/108 мм        | Чотирьохкамерний карбюратор      | Рідинна             | OHV                       | 4            |
| Chrysler RB 426 V8 Hemi            | Chrysler | Бензиновий | 6 962 см3 | 425 к.с.               | Дворядний, V-подібний | 8                   | 108/95 мм          | Два чотирьохкамерних карбюратора | Рідинна             | OHV                       | 4            |
| Chrysler RB 440 V8 Magnum          | Chrysler | Бензиновий | 7 187 см3 | 375 к.с.               | Дворядний, V-подібний | 8                   | 109,73/95 мм       | Чотирьохкамерний карбюратор      | Рідинна             | OHV                       | 4            |
| Chrysler RB 440 V8 Magnum Six Pack | Chrysler | Бензиновий | 7 187 см3 | 390 к.с.               | Дворядний, V-подібний | 8                   | 109,73/95 мм       | Три двокамерних карбюратора      | Рідинна             | OHV                       | 4            |

### Production numbers
| рік  | двигун | модель              | вироблено | всього |
| ---- | ------ | ------------------- | --------- | ------ |
| 1970 | I6     | Hardtop             | 9,929     | 76,935 |
| 1970 | I6     | Special Edition     | 350       | 76,935 |
| 1970 | I6     | Convertible         | 378       | 76,935 |
| 1970 | V8     | Hardtop             | 36,951    | 76,935 |
| 1970 | V8     | Special Edition     | 5,873     | 76,935 |
| 1970 | V8     | Convertible         | 2,543     | 76,935 |
| 1970 | V8     | R/T Hardtop         | 13,796    | 76,935 |
| 1970 | V8     | R/T Special Edition | 3,753     | 76,935 |
| 1970 | V8     | R/T Convertible     | 963       | 76,935 |
| 1970 | V8     | T/A                 | 2,539     | 76,935 |
| 1971 | I6     | Hardtop             | 1,672     | 26,299 |
| 1971 | I6     | Convertible         | 83        | 26,299 |
| 1971 | V8     | Hardtop             | 18,956    | 26,299 |
| 1971 | V8     | Convertible         | 1,774     | 26,299 |
| 1971 | V8     | R/T                 | 3,814     | 26,299 |
| 1972 | I6     | Hardtop             | 842       | 22,919 |
| 1972 | V8     | Hardtop             | 15,175    | 22,919 |
| 1972 | V8     | Rallye              | 6,902     | 22,919 |
| 1973 | V8     | Hardtop             | 27,930    | 27,930 |
| 1974 | V8     | Hardtop             | 11,354    | 11,354 |

## Dodge Challenger II (1978—1983)

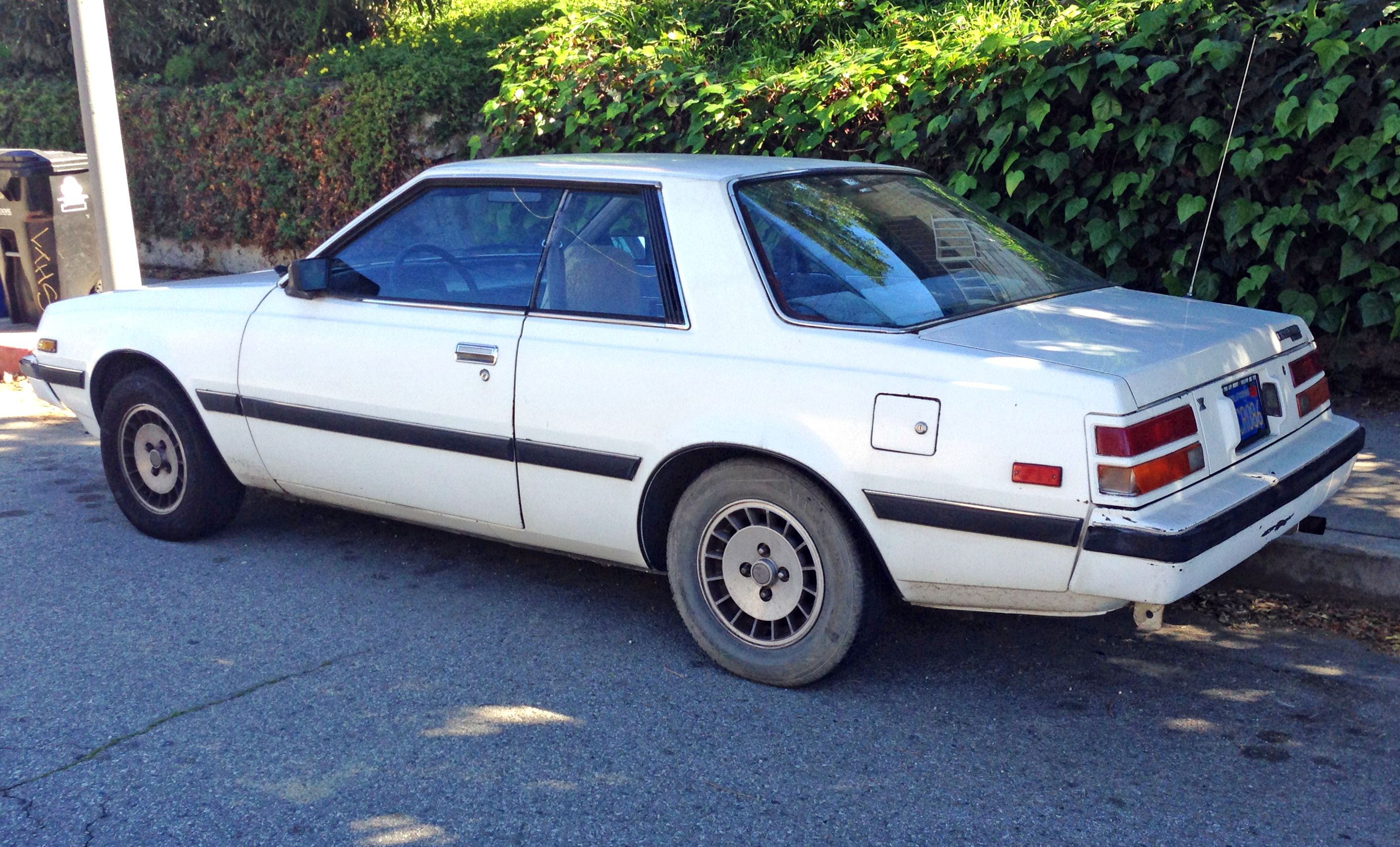
Dodge Challenger X

Назва Challenger була відроджена в 1978 році для версії купе Mitsubishi Galant Lambda. Він був відомий за кордоном як Mitsubishi Sapporo/Scorpio і продавався через дилерську мережу компанії Dodge. Він був ідентичний моделі Plymouth Sapporo, за винятком кольору і незначного оздоблення. Автомобілі були злегка модернізованими в 1981 році, змінились фари та інше. Обидві машини продавались до 1984 року, поки на зміну їм не прийшли Conquest і Daytona.
Автомобіль зберіг безкаркасний стиль із жорстким дахом, як і в старого Challenger, але з меншими двигунами (чотирьохциліндрові замість шести- і восьмициліндрових двигунів від старих Challenger).

### Двигуни
- 1.6 L (98 cu in) 4G32 I4
- 2.6 L (160 cu in) 4G54 I4

## Dodge Challenger III (2008—2023)

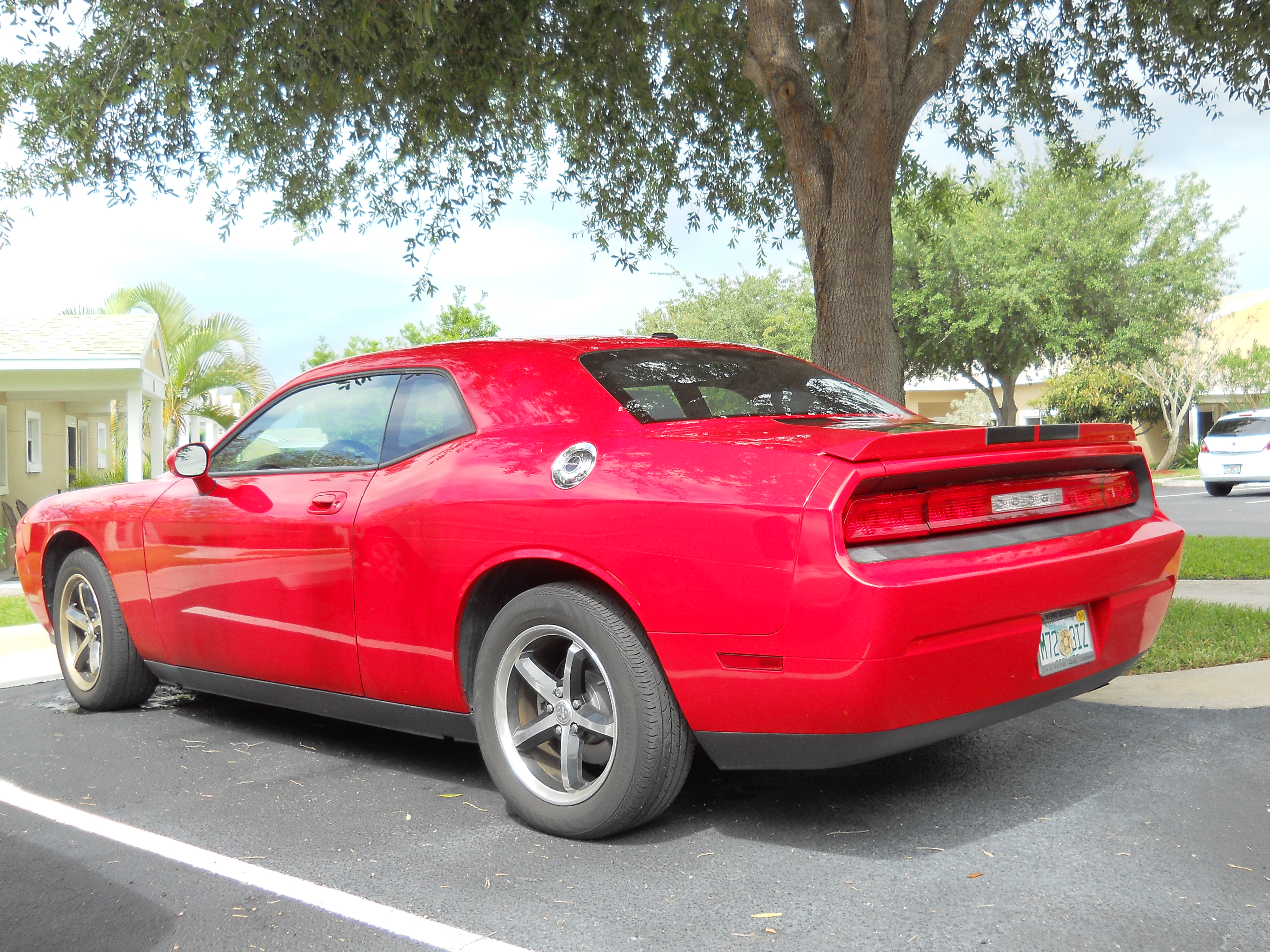
2008-2015

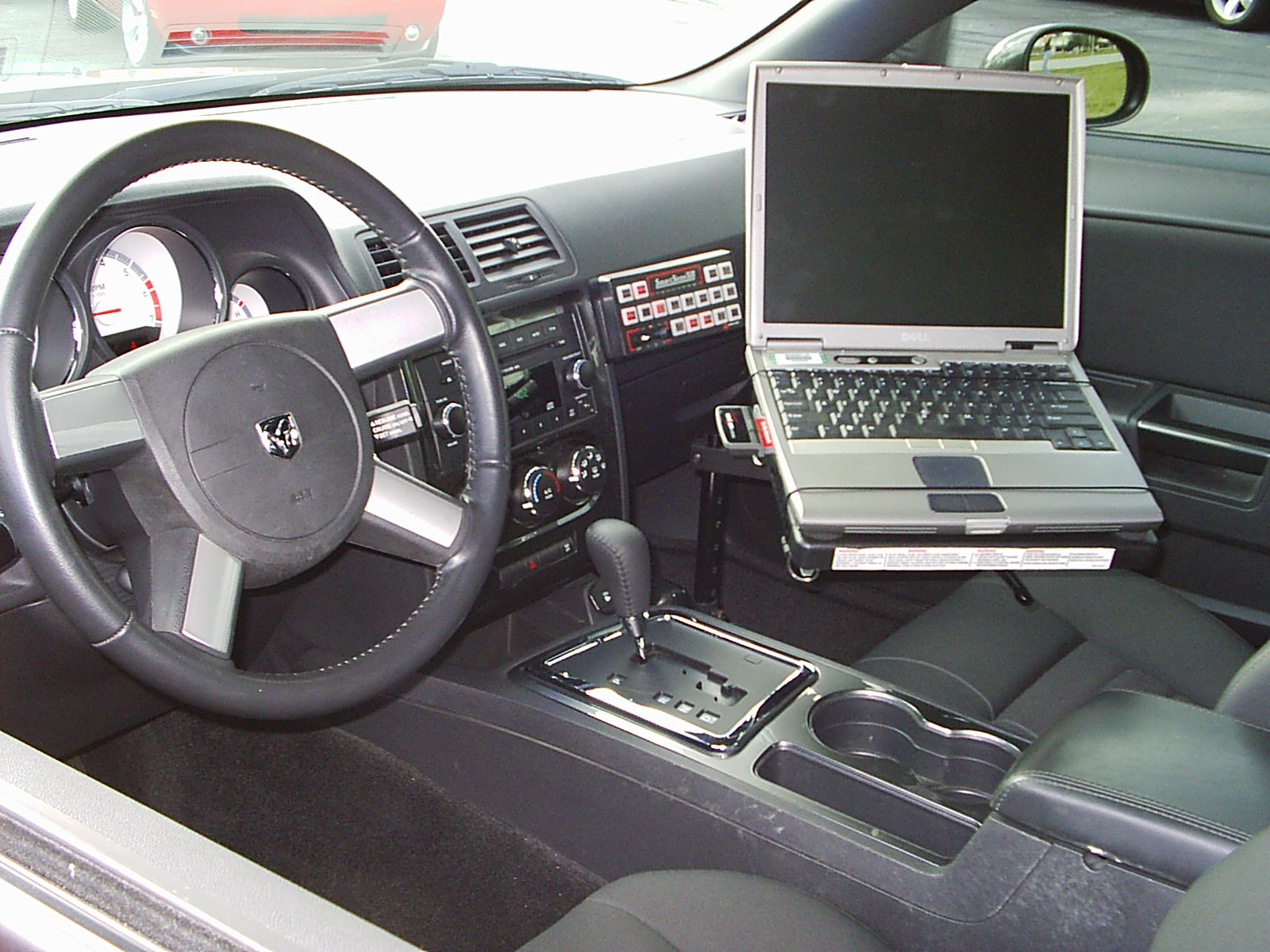
2008-2015

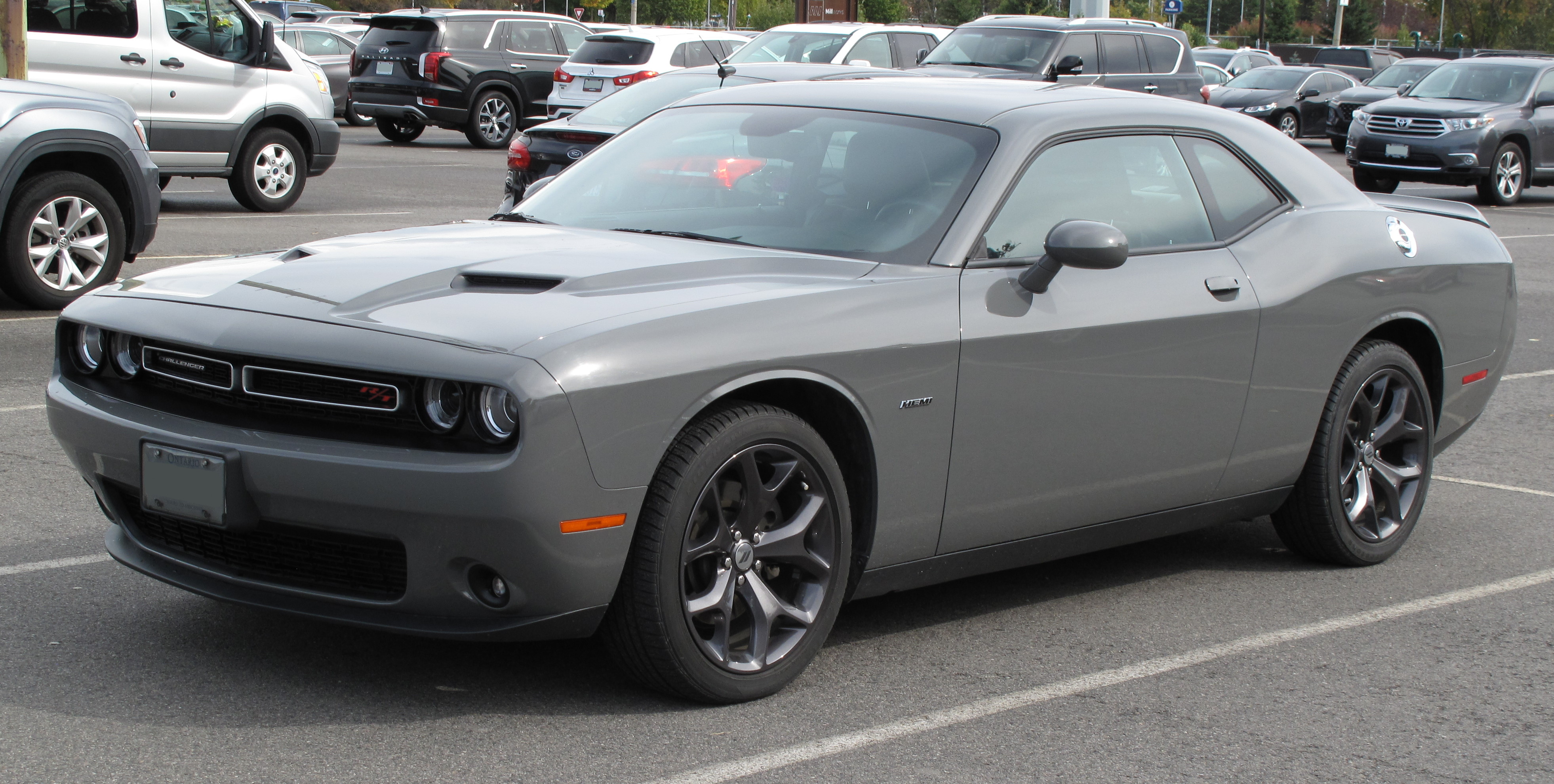
2015-2019

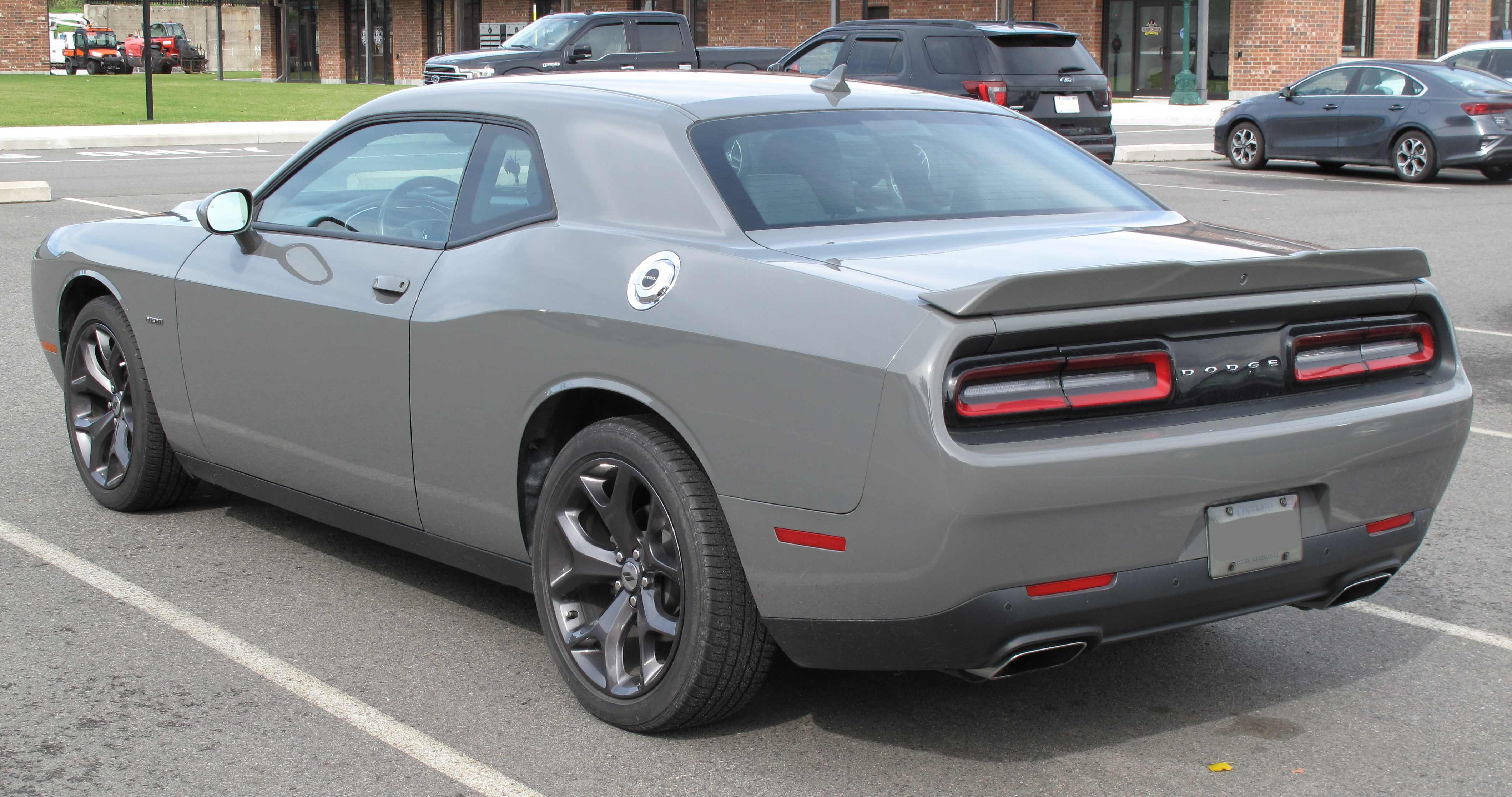
2015-2019

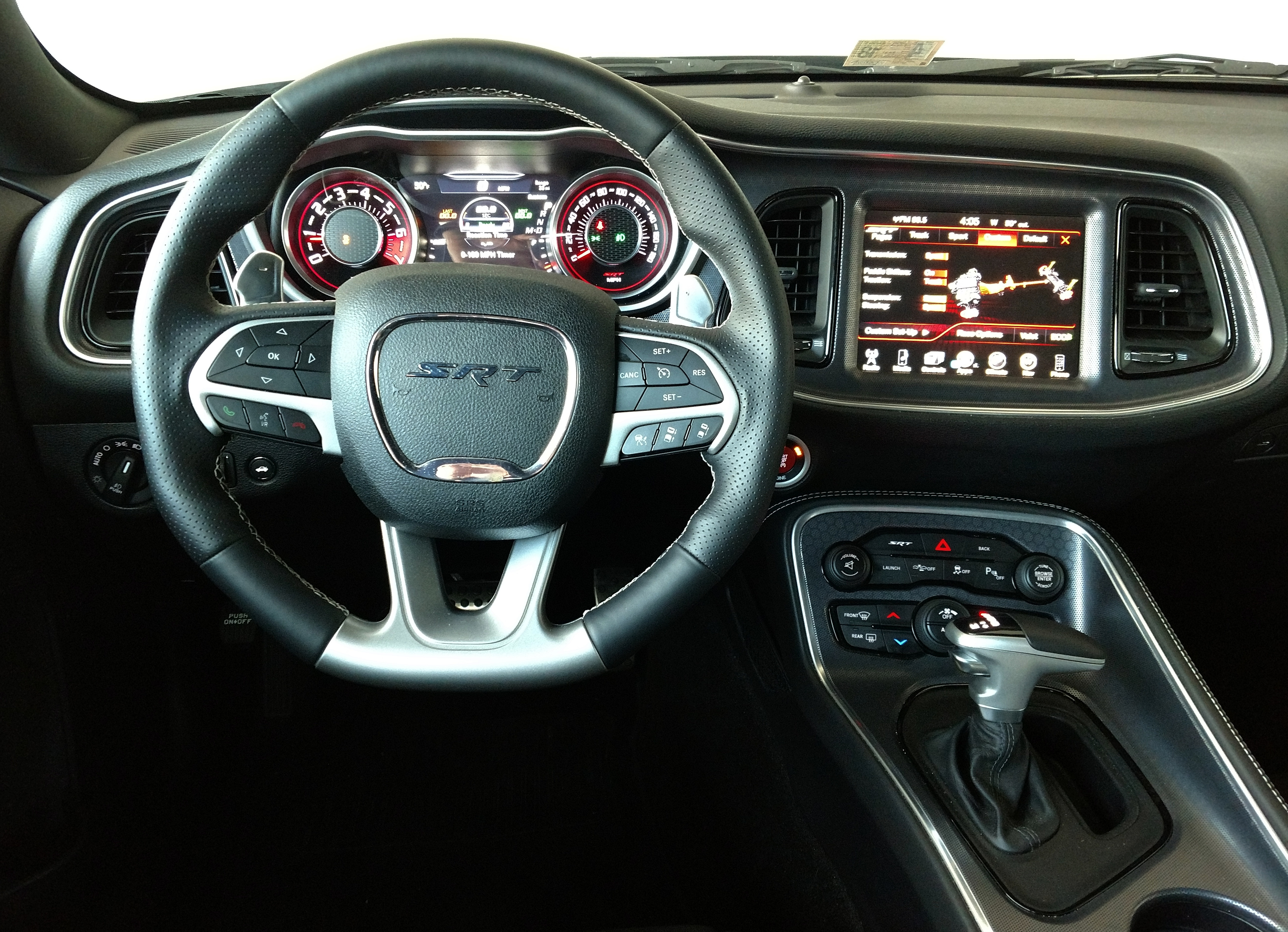
2015-2019

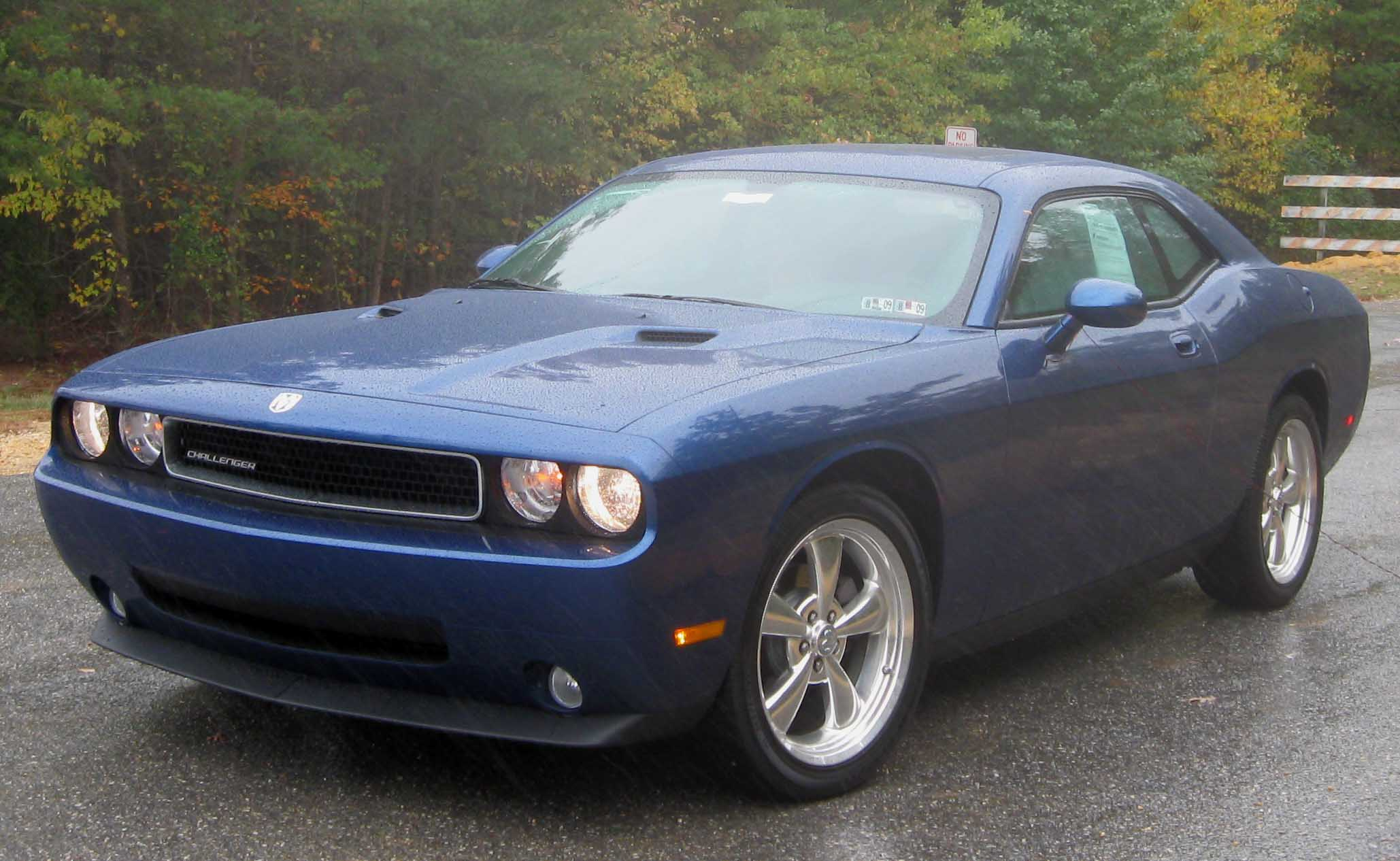
Dodge Challenger SE

3 грудня 2007 Chrysler розпочав прийом заявок на Dodge Challenger третього покоління, що дебютував 6 лютого 2008 одночасно у Чикаго (Chicago Auto Show) і Філадельфії (Philadelphia International Auto Show). Нова версія являє собою 2-дверне купе, яке розділяє загальні елементи дизайну з першим поколінням Challenger, попри те, що вона значно довша і вища. Ходова частина являє собою модифіковану (скорочена колісна база) версії платформи LX, яку використовують новий Dodge Charger, Chrysler 300 і Dodge Magnum (2005-2008 модельного року). Всі моделі 2008 року мали позначення «Limited Edition 2008 SRT / 8» і оснащувалися двигуном Hemi 6,1 л і 5-ступінчатою автоматичною коробкою передач. Всі 6400 автомобілів 2008 року були заздалегідь продані, а виробництво почалося 8 травня 2008 року. Виробництво Limited Edition 2008 SRT / 8 завершилося в липні 2008 року, а виробництво звичайної серії почалося на початку серпня того ж року. Ще навесні 2008 на Нью-Йоркському автосалоні Chrysler показав повну лінійку Dodge Challenger 2009 моделного року: Challenger SE, Challenger R / T, Challenger SRT8, і Challenger SXT (тільки для Канади). На додаток до SRT8, моделі SE і SXT комплектувалися двигуном Chrysler SOHC 3.5 V6 (250 к.с.), а модель R / T двигуном Chrysler 5,7 Hemi (370 к.с.) у поєднанні з 5-ступінчатою автоматичною або 6-ступінчаста механічна коробкою передач.
У 2011 модельному році сімейство двигунів модернізують, базовий двигун V6 3.5 (253 к.с., 339 Нм) поступиться місце V6 Pentastar 3.6, у якої в активі 309 сил і 363 ньютон-метра. V8 Hemi 5.7 американці залишили, але після модернізації вона видає на 12 сил і 13 ньютон-метрів більше — 384 і 555 відповідно. Не уникнув модернізації восьмициліндровий Hemi 6.1 версії SRT (425 к.с., 569 Нм). На Challenger 2011 модельного року естафету в нього прийме V8 Hemi 6.4, що розвиває 475 сил і 623 ньютон-метра.
Dodge Challenger був оновлений до 2015 року, тож зміни до 2016 року мінімальні. З’явилися незначні доповнення комплектацій у вигляді нових 20-дюймових дисків Gloss Black із 5-ма спицями, пакету зовнішнього виконання Blacktop Appearance Package та повернення традиційного кольору: Plum Crazy, який супроводжують B5 Blue та TorRed. Родзинкою модельного ряду Challenger 2016 року є версія SRT Hellcat та його 707-сильний двигун V8 з турбонаддувом, та загалом, усі комплектації володіють хорошими ходовими якостями. Стандартним двигуном у версії Challenger SXT 2016 року є V6 3,6 л., який досягає 305 к.с. Наступний двигун встановлений у версії R/T — Hemi 5,7 л., який демонструє 375 к.с. з 6-ступеневою механічною трансмісією чи 372 к.с. з 8-ступеневою автоматичною трансмісією. Версії 392 Hemi Scat Pack та Challenger SRT 392 експлуатують однаковий 485-сильний двигун V8 6,4 л. Базова версія Dodge Challenger 2016 року SXT обладнана: двигуном V6, інформаційно-розважальною системою Uconnect із 5-дюймовим сенсорним екраном, Bluetooth, USB та ще одним додатковим роз’ємом, 6-ма динаміками, водійським сидінням з електроприводом та можливістю регулювання у 6-ти позиціях, обшитими шкірою кермом та перемикачем передач, 2-зонним клімат-контролем, системою дистанційного запуску двигуна (з автоматичною трансмісією) та численними додатковими функціями та обладнанням.
Dodge Challenger було оновлено в 2020 році. Модель отримала новий двигун V8 потужністю 797 кінських сил. Оновлене авто витрачає 12 і 7.8 літрів на 100 км в місті і на шосе відповідно.
У 2021 модельному році Dodge додав нову комплектацію Challenger — SRT Super Stock з 6,2-літровим двигуном з наддувом. Силовий агрегат видає 807 к.с. та розганяє автомобіль до 100 км/год за 3.25 с.  
| Модель автомобіля             | Кількість циліндрів | Марка двигуна | Робочий об'єм | Потужність                          | Крутний момент | Коробка передач                              | Роки випуску |
| ----------------------------- | ------------------- | ------------- | ------------- | ----------------------------------- | -------------- | -------------------------------------------- | ------------ |
| Challenger SE/SXT             | V6                  | SOHC 3,5      | 3518 см3      | 190 кВт (250 к.с.)                  | 339 Нм         | 4-ст. АКПП (2008-2009), 5-ст. АКПП (з 2009-) | 2008-2010    |
| Challenger SE                 | V6                  | Pentastar 3,6 | 3604 см3      | 235 кВт (309 к.с.)                  | 363 Нм         | 5-ст. АКПП / 6-ст. МКПП                      | з 2011-      |
| Challenger R/T                | V8                  | Hemi 5,7      | 5654 см3      | 277 / 280 кВт (372 к.с. / 376 к.с.) | 540/546 Нм     | 5-ст. АКПП / 6-ст. МКПП                      | 2008-2010    |
| Challenger R/T                | V8                  | Hemi 5,7      | 5654 см3      | 286 кВт (384 к.с.)                  | 555 Нм         | 5-ст. АКПП / 6-ст. МКПП                      | з 2011-      |
| Challenger SRT-8              | V8                  | Hemi 6,1      | 6059 см3      | 310 кВт (420 к.с.)                  | 569 Нм         | 5-ст. АКПП, 6-ст. МКПП                       | 2008-2010    |
| Challenger SRT-8              | V8                  | Hemi 6,4      | 6394- см3     | 351 кВт (475 к.с.)                  | 623 Нм         | 5-ст. АКПП, 6-ст. МКПП                       | з 2011-      |
| Challenger SRT Hellcat        | V8                  | HEMI 6.2      | 6166 cm³      | 535 кВт (728 к.с.)                  | 889 Нм         | 6-ст. МКПП / 8-ст. АКПП                      | 2014-2018    |
| Challenger SRT Hellcat Redeye | V8                  | HEMI 6.2      | 6166 cm³      | 594 кВт (808 к.с.)                  | 959 Нм         | 8-ст. АКПП / 327 км/г                        | з 2018-      |

### Dodge Challenger SE
Базова модель Challenger комплектується двигуном Chrysler SOHC 3.5 V6 (250 к.с.), який пов'язаний з 4-ступінчастою автоматичною коробкою передач (у першій половині 2009 року), яка потім була змінена на 5-ступінчасту автоматичну коробку передач. У стандартну комплектацію входить кондиціонер, електричні склопідйомники, круїз-контроль і 17-дюймові колісні диски з алюмінієвого сплаву. Шкіряна оббивка салону, передні сидіння з підігрівом, люк, 18-дюймові алюмінієві колеса, АБС, Traction Control і аудіосистема Premium доступні як опції.

### Dodge Challenger SE Rallye
У 2009 році з'явився пакет Rallye для моделей SE. Challenger SE Rallye мав подвійну смугу на капоті і багажнику, спойлер на багажнику, 18-дюймові алюмінієві колеса і карбонові вставки в інтер'єрі.

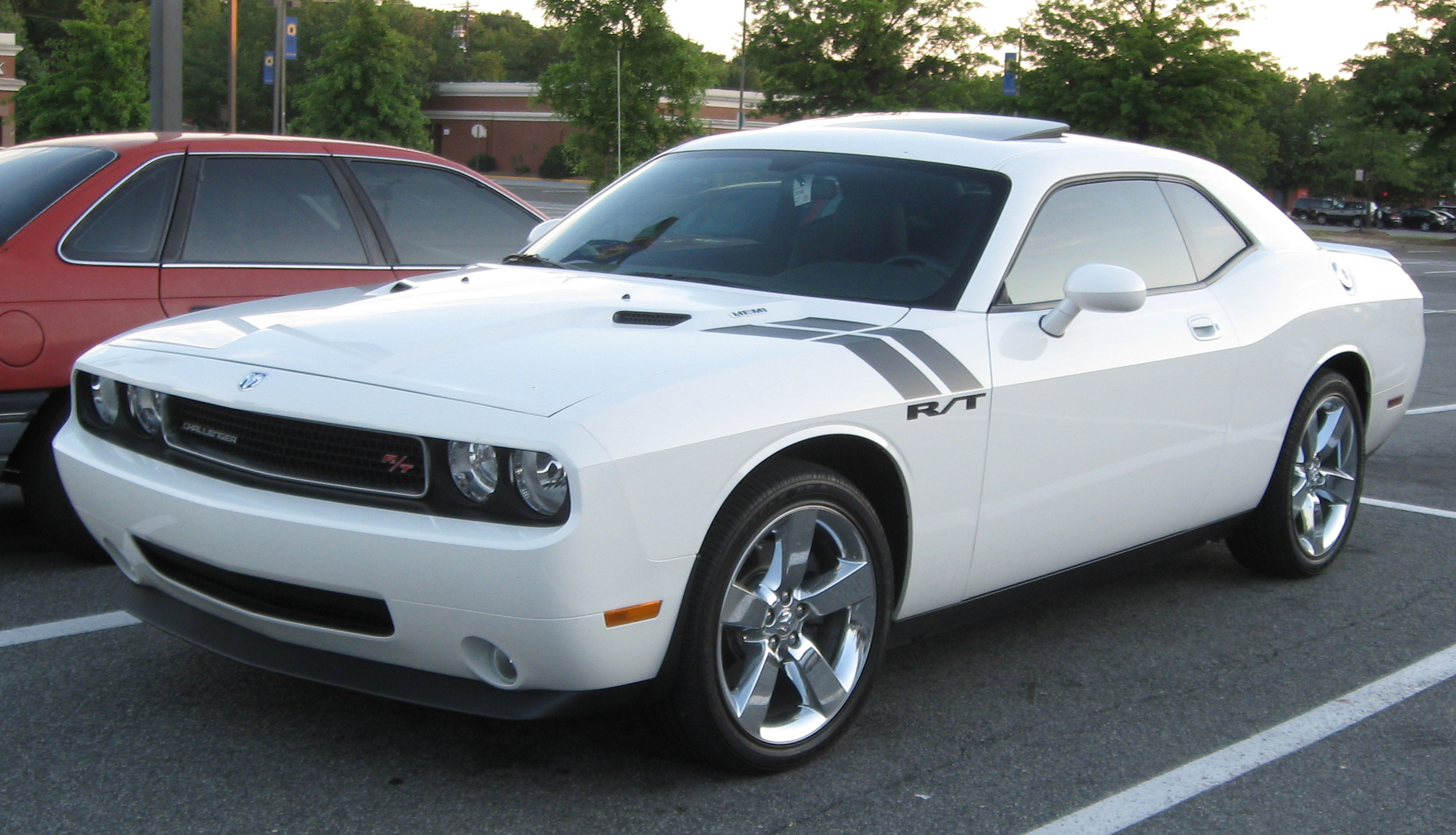
Dodge Challenger R/T

### Dodge Challenger R / T

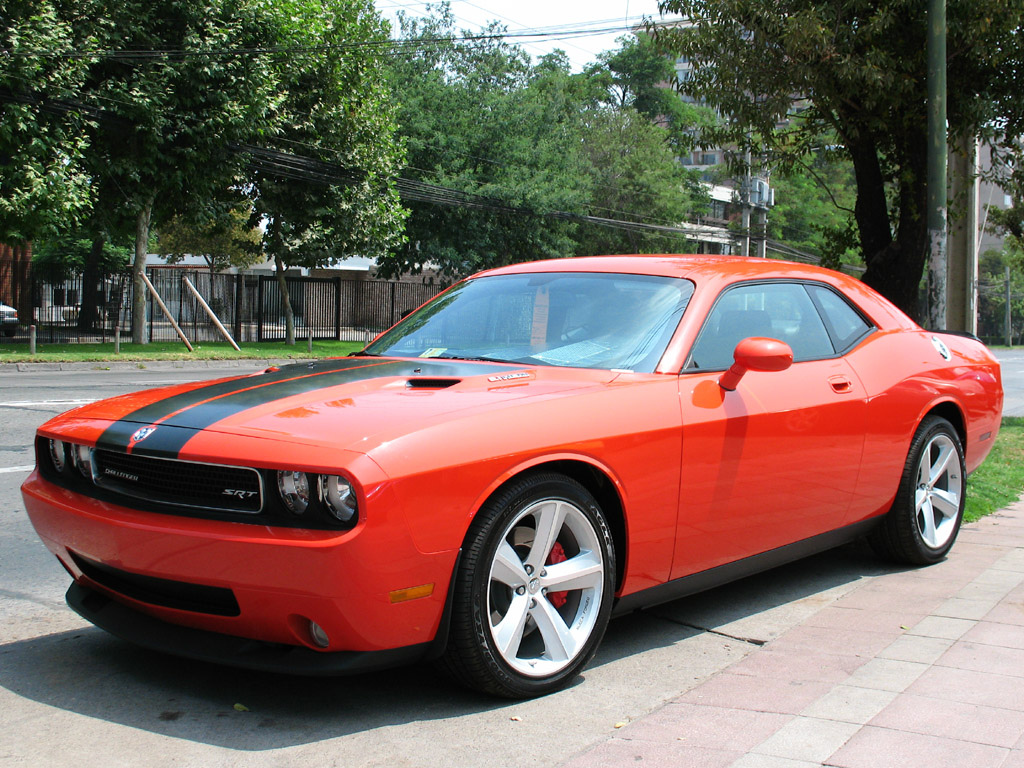
Dodge Challenger SRT8

Challenger середнього рівня комплектується двигуном Chrysler Hemi V8 5,7 в поєднанні з 5-ступінчатою автоматичною трансмісією або 6-ступінчастою механічною коробкою передач Tremec TR-6060. На автомобілі, оснащені автоматичною трансмісією, двигун видає 372 к.с. (За SAE) і 540 Нм крутного моменту. З 6-ступінчастою механічною коробкою передач двигун розвиває 376 к.с. і 548 Нм крутного моменту. Передаточне число головної передачі — 3.06:1 на автомобілях з автоматичною коробкою передач, 3.73:1 на автомобілях з 6-ступінчастою механічною коробкою і 18-дюймовими колесами або 3.92:1 з 6-ступінчастою механічною коробкою і 20-дюймовими колесами. Також доступна група опцій, які включають диференціал підвищеного тертя і регульовані задні амортизатори.

### Dodge Challenger SRT8

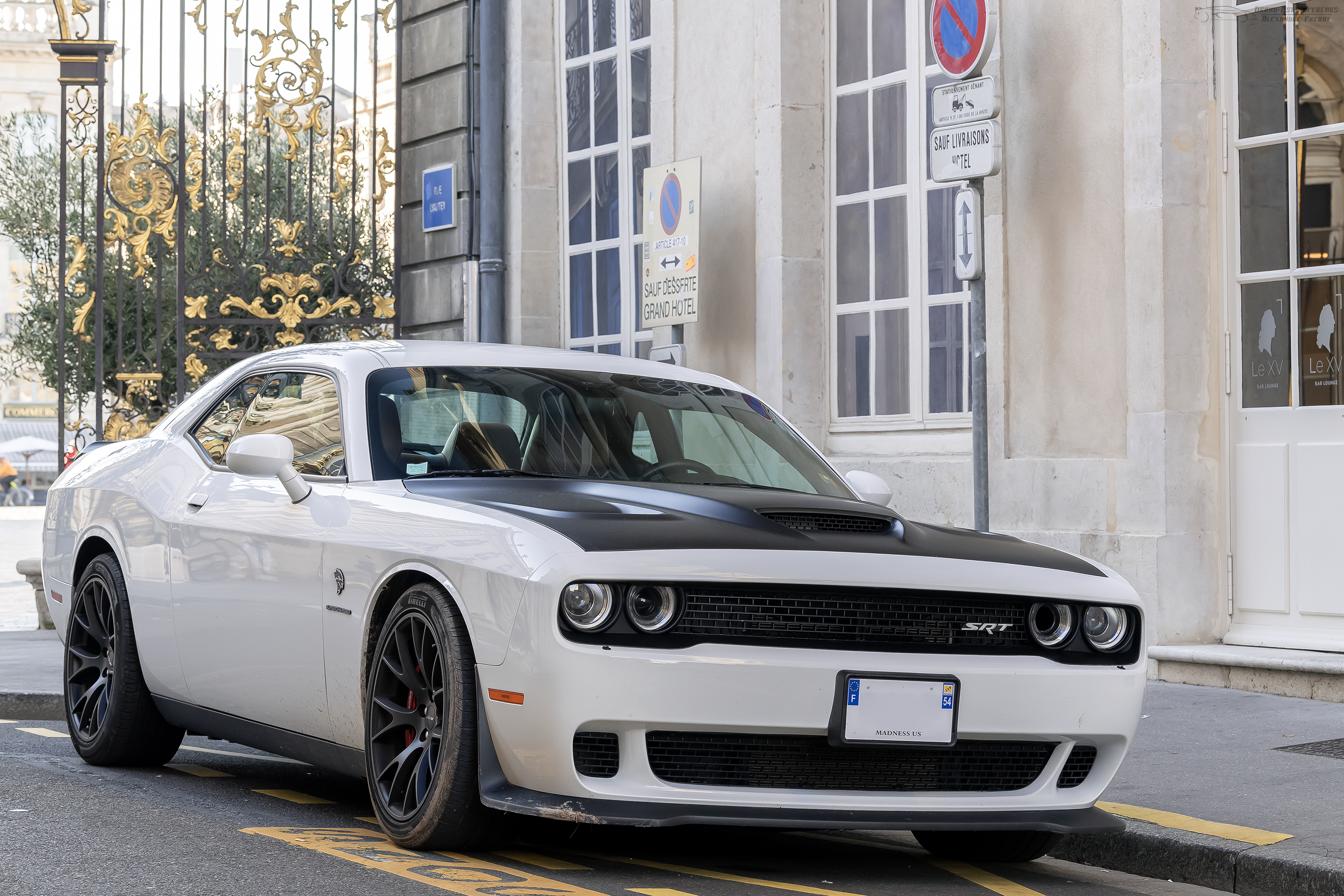
Dodge Challenger SRT Hellcat

Challenger SRT8 оснащений двигуном 6.1L Chrysler Hemi V8 потужністю 420 к.с. з 5-ступінчатою автоматичною або 6-ступінчастою механічною коробкою передач. З 2011 року автомобіль комплектується двигуном 6.4L Chrysler Hemi V8 460 к.с.

#### SRT Hellcat
Dodge Challenger SRT Hellcat — це високопродуктивна версія Challenger SRT8, яка продається компанією Fiat Chrysler Automobiles з кінця 2014 року. Автомобіль є топовою моделлю Dodge Challenger. Він належить до категорії Muscle Cars і має на меті відродити характер першого Dodge Challenger. Автомобіль комплектується компресорним двигуном 6.2L Chrysler Hemi V8 717-808 к.с.

#### SRT Demon

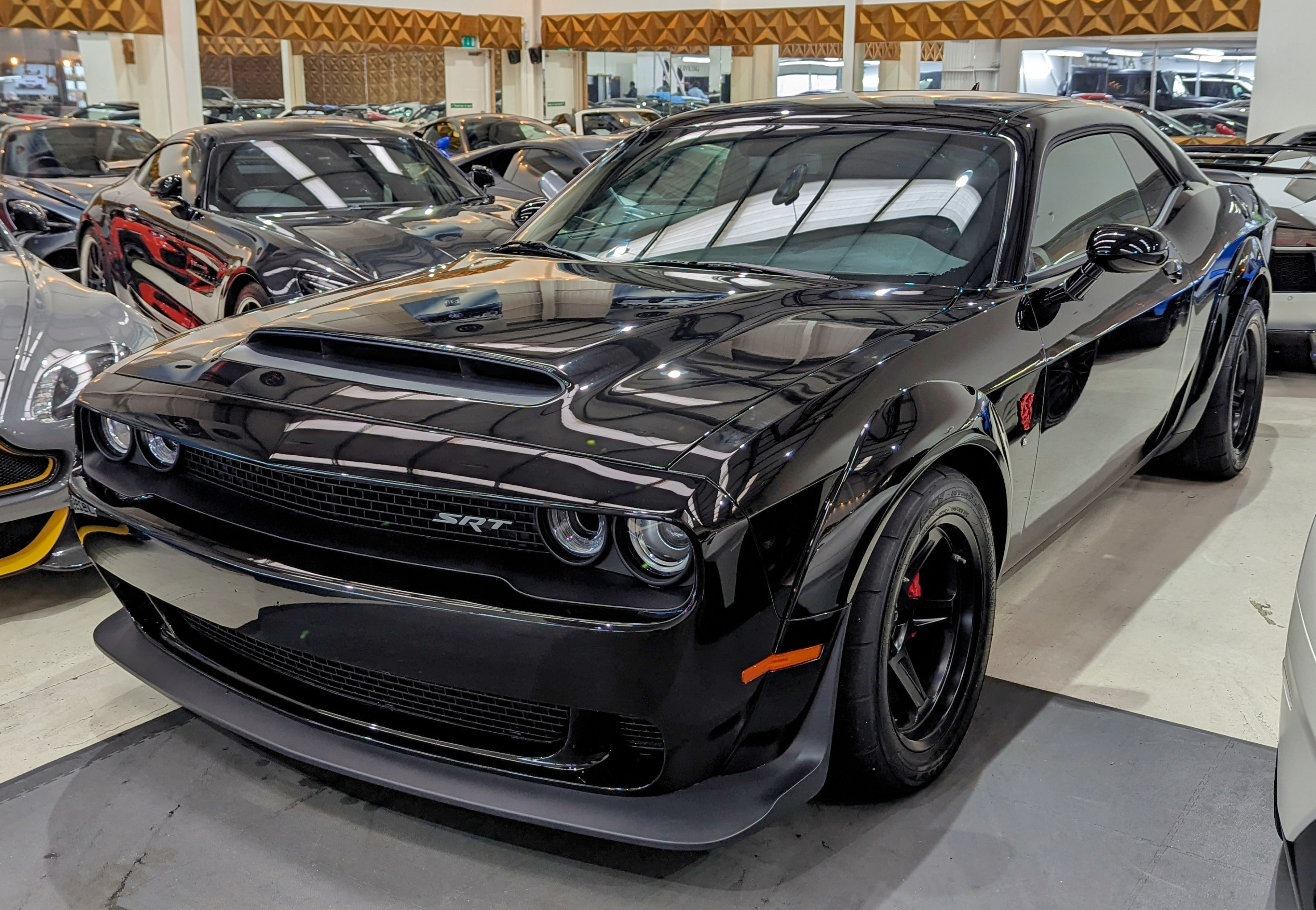
Dodge Challenger SRT Demon

Demon — це широкофюзеляжний варіант обмеженого виробництва з екстремальними (рівень драг-рейс) ходовим варіантом уже високопродуктивного Challenger SRT Hellcat. Він дебютував під час автосалону в Нью-Йорку в квітні 2017 року. 
У Demon використовується абсолютно новий 6,2-літровий двигун V8, оснащений 2,7-літровим нагнітачем, потужністю 808 к.с. з октановим числом 91 і 840 к.с. з октановим числом 100 палива або вище (обидва виходи з червоним брелоком, що йде в комплекті з автомобілем). Крутний момент становить 1044 Н⋅м на паливі з октановим числом 100. Автомобіль важить на 98 кг менше, ніж Hellcat, загальна вага становить 1930 кг. SRT Demon використовує набір дорожніх шин Nitto Tire під назвою NT05R. Шини є варіаціями 315/40R18 як спереду, так і ззаду. Ці шини призначені для смуги опору, але мають достатній малюнок протектора, щоб дозволити їх використовувати на дорозі. Незважаючи на те, що ця шина є споживчою шиною NT05R, вона створена спеціально для того, щоб витримати вихідну потужність Demon. Завдяки цьому Challenger SRT Demon став першим серійним автомобілем, який оснащений комплектом радіальних дорожніх шин з опором. SRT Demon містить систему, яка використовується спеціально для драг-рейсингу під назвою transbrake. Dodge використовує унікальне трансгальмо, яке перемикає трансмісію на першу та другу передачі одночасно, утримуючи Demon нерухомо. Він використовується разом із гідротрансформатором автомобіля для створення гідравлічного тиску перед запуском. 
SRT Demon розганяється від 0—30 миль/год (0—48 км/год) за 1,0 секунду, 0—60 миль/год (0—97 км/год) за 2,3 секунди (2,0 с з розгортанням), 0—100 миль/год (0—161 км/год) за 5,1 секунди, максимальна швидкість 168 миль/год (270 км/год) (обмежено на заводі), а чверть милі (400 м (1300 футів; 440 ярдів) лише за 9,65 секунди при 140,09 миль/год (225,45 км/год). Це робить Demon найшвидшим неелектричним серійним автомобілем, який розвиває швидкість 0—60 миль/год (0—97 км/год) і проходить чверть милі по прямій лінії на момент оголошення. SRT Demon також здатний прискорюватись із силою 1,8 G під час запуску. Тиск наддуву нагнітача можна збільшити до 14,5 psi (100 кПа; 1,00 бар) і збільшити до 6500 об/хв. Завдяки модулю керування з «Demon Crate» і високошвидкісним шинам Demon досяг максимальної швидкості понад 200 миль/год (320 км/год) під час тестових заїздів. 

#### SRT Demon 170
Представлений 20 березня 2023 року Dodge Challenger SRT Demon 170 видає 1025 к.с. і 1281 Н·м та має найвищу силу старту серед серійних автомобілів з G-силами 2,004 G. Dodge планує виготовити 3000 одиниць для ринку США та 300 для Канади, з відкриттям замовлень 27 березня. Станом на 2023 рік це найшвидше прискорення автомобіля у світі із заявленим нульовим показником — 60 миль/год за 1,66 секунди. Він долає чверть милі за 8,91 секунди, отримавши заборону від NHRA за встановлення менш ніж дев'ятої другої чверті милі без каркаса безпеки чи парашута. 22 грудня 2023 року Demon 170, пофарбований у смоляний чорний колір, став останнім випущеним Challenger.

### Продажі
| рік      | США     | Канада | Мексика | Європа |
| -------- | ------- | ------ | ------- | ------ |
| 2008     | 17,423  |        | 284     |        |
| 2009     | 25,852  |        | 305     |        |
| 2010     | 36,791  |        | 179     | 101    |
| 2011     | 39,534  |        | 197     | 108    |
| 2012     | 46,788  | 1,485  | 295     | 153    |
| 2013     | 51,462  | 1,514  | 491     | 106    |
| 2014     | 51,611  | 1,623  | 625     | 241    |
| 2015     | 66,365  | 2,669  | 659     | 310    |
| 2016     | 64,478  | 3,160  | 668     | 263    |
| 2017     | 64,537  | 3,422  | 463     | 358    |
| 2018     | 66,716  | 2,274  | 443     | 706    |
| 2019     | 60,997  | 2,341  | 392     | 631    |
| 2020     | 52,955  | 1,368  | 261     |        |
| 2021     | 54,315  | 1,413  | 255     |        |
| підсумок | 645,509 | 19,856 | 4,603   | 3,077  |
| всього   | 673,045 |        |         |        |